# 852 Wladilena
A 852 Wladilena (ideiglenes jelöléssel 1916 S27) a Naprendszer kisbolygóövében található aszteroida. Szergej Beljavszkij fedezte fel 1916. április 2-án.